# 特帕瓦嶺

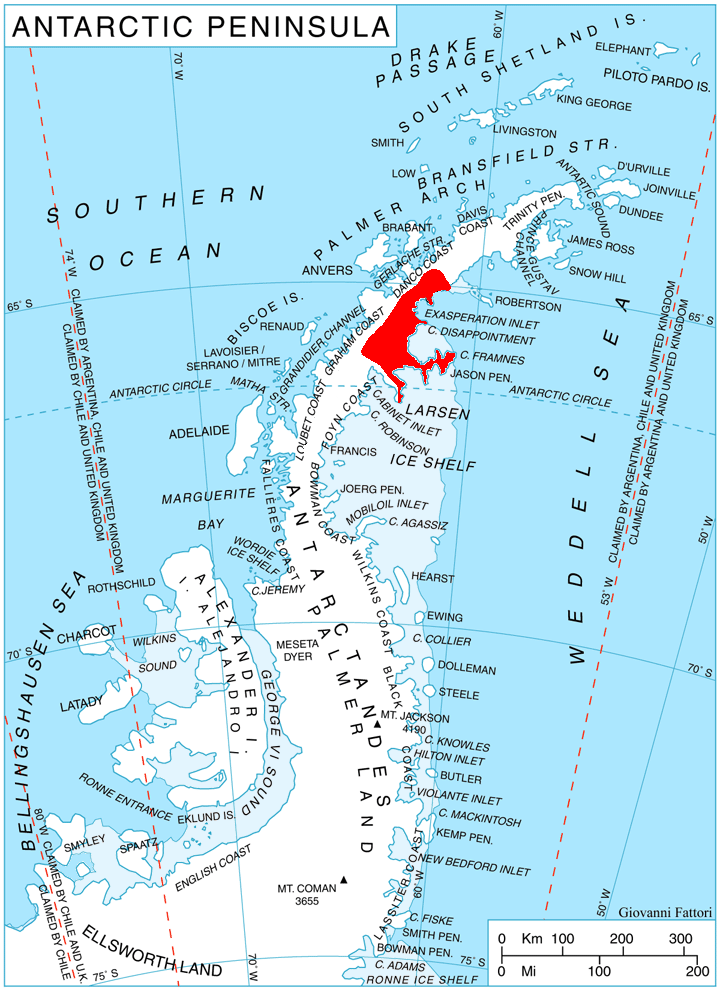

特帕瓦嶺是南極洲的山嶺，位於葛拉漢地，屬於亞里斯多德山脈的一部分，長7.55公里、寬1.6公里，最高點海拔高度600米，以保加利亞北部的鄉鎮命名。
65°29′54″S 62°01′58″W / 65.49833°S 62.03278°W

## 外部連結
- Tepava Ridge. （页面存档备份，存于） SCAR Composite Antarctic Gazetteer.